# Zatoka Obfitości (region)
Zatoka Obfitości (ang. Bay of Plenty, maor. Te Moana-a-Toi) – region administracyjny na nowozelandzkiej Wyspie Północnej.
W 2013 region liczył 267 744 mieszkańców, w 2006 było ich 257 379, a w 2001 – 239 415. Region dzieli się na następujące dystrykty:
- Taupo
- Western Bay of Plenty
- Tauranga
- Rotorua
- Whakatane
- Kawerau
- Opotiki